# National Catholic Reporter
National Catholic Reporter eller NCR är en amerikansk katolsk kristen tidning som kommer ut varannan vecka. Tidningen anses allmänt ha en progressiv/liberal profil. Upplagan ligger på 35 000 (2012). Tidningen är oberoende, det vill säga inte ägd av något stift eller annan religiös institution och inte vinstinriktad. I sin målsättning säger tidningen att man vill verka i Andra vatikankonciliets anda.
NCR:s första nummer kom ut 28 oktober 1964, med Robert G. Hoyt (ca 1922-2003) som huvudsaklig skapare. Hans mål var en tidning som var lika öppen och ärlig som sekulär press; Time magazine hade noterat att de katolska tidningarna hade "en nervös, vördnadsfull försiktighet i nyhetsförmedlingen inifrån kyrkan". Grundarna sade sig vilja göra en tidning som var "rimligt fri från både självcensur och auktoritativ kontroll, en katolsk tidning som förstås som existerande inom kyrkan som samhälle, men inte som en avdelning av kyrkan som institution". 
NCR anses allmänt ha uppfyllt detta mål, och har vunnit många priser från Catholic Press Association i USA och Kanada; å andra sidan har man ofta kritiserats för ideologisk skevhet och att ge uttryck för många åsikter som är på eller över gränsen till vad som anses katolskt acceptabelt, såväl i ledare och kolumner som i själva nyhetsmaterialet. Tidningen anses också mycket benägen att polemisera mot den Heliga stolen och mot biskoparna.
Till en början delade tidningen fysiska utrymmen med Kansas Citys katolska stifts tidning, som Hoyt också arbetade på. Samarbetet blev senare omöjligt då relationerna till biskopen Charles Helmsing försämrades. 1967 publicerade tidningen läckta uppgifter från den påvliga kommissionen om preventivmedel, som visade att en stor majoritet av kommissionens medlemmar ville tillåta artificiella preventivmedel. Biskop Helmsing fördömde därför tidningen och ifrågasatte dess rätt att ha ordet katolsk i sitt namn, vilket föranledde 66 katolska journalister att skriva under ett uttalande som ifrågasatte fördömandet, genom en redogörelse för sin syn på religiös journalistiks legitima gränser.
Andra viktiga frågor som tidningen täckt genom åren är Andra vatikankonciliet och dess implementering, Vietnamkriget som tidningen var emot, och sexutnyttandeskandalerna i Katolska kyrkan som man regelbundet skrivit om sedan 1985.
Från en startupplaga om 11 000 växte tidningen fort till en upplaga om 100 000. 1968 började siffrorna sjunka och nådde fort ner till 35 000. Hoyt lämnade tidningen 1971 efter konflikter om hur tidningens ekonomi borde räddas. 2003 låg man på omkring 50 000 vilket sedan sjunkit igen till följd av konkurrensen från nätburna medier.